# Легенда Зорро
«Леге́нда Зо́рро» (англ. The Legend of Zorro) — фильм режиссёра Мартина Кэмпбелла в жанрах вестерна и фильма плаща и шпаги о супергероях, являющийся сиквелом фильма «Маска Зорро». Премьера состоялась 24 октября 2005 года. Антонио Бандерас и Кэтрин Зета-Джонс повторили свои роли из первого фильма. В отличие от первого фильма, «Легенда Зорро» получил смешанно-отрицательные отзывы критиков, а также слабее показал себя в прокате, собрав 142 000 000 с лишним долларов при бюджете в 65 000 000.

## Сюжет
Прошло десять лет с момента окончания первого фильма. Алехандро Мурьета, теперь именующий себя доном Алехандро де ла Вега, продолжает бороться с преступностью как Зорро и пользуется поддержкой и любовью народа, в том числе губернатора Беннета Райли. У них с женой Еленой растёт сын, названный в память убитого брата Хоакином, который не в курсе тайны отца и больше восхищается его альтер эго, чем обычной личностью.
Калифорнийцы голосуют за вступление в состав США, но сразу после окончания голосования на участок врываются бандиты и похищают ящик, в котором лежат бюллетени с голосами. Зорро успевает им помешать, но во время битвы главарь бандитов, Джейкоб Макгивенс, срывает с него маску. Быстро сделав новую из куска своей рубашки, Алехандро отвозит бюллетени губернатору и возвращается домой. Однако он не замечает, что его лицо уже успели увидеть два сыщика из агентства Пинкертона. Дома Елена говорит Алехандро, что уже устала от его деятельности Зорро и хотела бы наконец начать жить мирной жизнью. Спустя некоторое время её на улице останавливают агенты для разговора, и вскоре она через адвоката присылает Алехандро документы о разводе.
Проходит три месяца. Алехандро тяжело переживает расставание с супругой и чувствует, что уже больше не нужен народу как Зорро. Его друг и помощник, святой отец Фелипе, уговаривает его посетить богатый приём известного винодела, графа Армана, некогда переехавшего в Калифорнию из Франции. На приёме Алехандро поражённо замечает, что граф встречается с Еленой, так как восхищался ей ещё во время её пребывания в Европе. Пьяный Алехандро устраивает бывшей супруге сцену ревности, а позже, уходя с приёма, замечает недалеко от дома Армана сильный взрыв, после чего начинает относиться к нему подозрительно.
Макгивенс устраивает атаку на дом Гильермо Кортеса, друга Алехандро, дабы забрать у него купчую на его землю. Алехандро как Зорро прибывает на место и успевает спасти жену и детей Гильермо, но не бумаги и его самого. Проследив за Макгивенсом до поместья Армана, Зорро узнаёт, что Арман хочет построить на земле Кортесов железную дорогу, а Макгивенс ему в этом помогает. Услышав о некой поставке в пещеру, Зорро едет туда и обнаруживает там Хоакина, который улизнул со школьной экскурсии ради слежки за Макгивенсом, но случайно попал в лапы к двум бандитам. В результате Зорро вынужден отвлечься на спасение сына, но всё же обнаруживает, что в таинственных ящиках с латинской надписью Orbis Unum (Единый Мир) были только куски мыла. Позже он беседует об этой фразе с отцом Фелипе и узнаёт, что Арман является лидером сообщества Рыцарей Арагона, тайных руководителей Европы. Они считают США угрозой своей власти, а поэтому намерены их уничтожить. Однако остаётся непонятным, зачем им для этого понадобилось обычное мыло.
На следующий день Алехандро арестовывают и сажают в тюрьму агенты Пинкертона, раскрывая ему суть вещей: они давно уже гонятся за Арманом, но поскольку Калифорния пока ещё не стала штатом, у них нет законных полномочий на обыск его земель. Поэтому они и втянули во всё это Елену, шантажируя её тайной Зорро (развод тоже был частью этого плана) и тем самым заставив её стать их осведомительницей, которая должна была втереться в доверие к Арману и добыть из его дома нужную агентам информацию, передавая её им с помощью голубиной почты. На вопрос Алехандро о том, почему они просто не попросили его помочь им, они отвечают, что считают Зорро пережитком прошлого, костюму которого давно пора в музей. Вскоре Алехандро замечает из окна своей камеры Хоакина, и тот помогает отцу выбраться, украв у охранника ключи от тюремных камер. Тем временем Макгивенс приходит в церковь отца Фелипе в поисках Зорро, но не находит его, поэтому стреляет священнику в грудь.
Зорро снова пробирается в поместье Армана и встречает там Елену. Они вместе отбиваются от наёмников графа, после чего выясняют отношения и воссоединяются. Затем они тайно пробираются на встречу совета Рыцарей Арагона и узнают их план: мыло использовалось как ингредиент для нитроглицерина, который Рыцари намерены продать конфедератам как оружие для уничтожения Союза, рассчитывая на то, что это повлечёт за собой гражданскую войну. Сам же нитроглицерин замаскирован под бутылки с вином, а винодельня служила прикрытием для подпольной химической лаборатории по его производству. Зорро отправляет Елену в особняк, а сам решает взорвать поезд с нитроглицерином и тем самым сорвать план Армана на корню. Однако люди графа находят агентов и убивают их, раскрывая Арману правду об обмане Елены, а также ловят Хоакина, который тоже отправился в поместье с целью убедить мать не выходить замуж за Армана (ранее он видел, как она приняла его предложение) и попутно стал свидетелем покушения Макгивенса на жизнь Фелипе. Арман решает взять их обоих с собой на поезд как заложников, и Зорро, увидев свою семью в плену, вынужден спешно отказаться от своего плана со взрывом. Макгивенс ловит его и прилюдно снимает с него маску, раскрывая поражённому Хоакину, чьим сыном он всё это время был. Арман увозит на поезде мальчика и Елену, а Макгивенс остаётся казнить Алехандро. Однако ему на помощь приходит Фелипе, который выжил после выстрела благодаря своему стальному распятию (крест остановил пулю Джейкоба). Вместе они убивают Макгивенса, взорвав его каплей нитроглицерина, после чего Алехандро на коне отправляется в погоню за поездом.
Начинается финальная битва. Алехандро вступает в дуэль с Арманом, а Елена убивает его дворецкого, выбросив того вместе с бутылкой нитроглицерина из вагона прямо под ноги конфедератам; при этом колесо повозки конфедератов, отлетевшее от неё в момент взрыва бутылки, нечаянно переводит рычаг стрелки, вследствие чего поезд уходит на другой путь. Хоакина Елена из соображений безопасности отсылает, посадив в последний вагон и сразу же отцепив его, но мальчик находит там отцовского коня Торнадо и на нём скачет вперёд. Оставшийся без управления (Зорро нейтрализовал машиниста и кочегара) поезд на всех парах мчится прямо на платформу правительственного поезда, где в это время идёт церемония подписания вступления в Союз, и среди присутствующих начинается паника, но Хоакин и Торнадо успевают перевести следующую стрелку, и поезд вновь сворачивает в другую сторону, никому не навредив. Зорро привязывает Армана к передней части локомотива и успевает спрыгнуть с поезда вместе с Еленой. Врезавшись в тупик на полной скорости, поезд сходит с рельсов, из-за чего все бутылки с нитроглицерином в вагонах падают и весь состав взрывается, а Арман погибает. Губернатор наконец подписывает договор о вступлении в состав США, а Зорро присутствует при этом как официальный свидетель.
Алехандро извиняется перед сыном за свой обман, признав, что тайна Зорро является семейной. Затем Алехандро и Елена снова женятся, после чего он едет совершать новый подвиг, а жена и сын провожают его взглядом.

## В ролях
| Актёр              | Роль                       |
| ------------------ | -------------------------- |
| Антонио Бандерас   | Алехандро де ла Вега/Зорро |
| Кэтрин Зета-Джонс  | Елена де ла Вега           |
| Руфус Сьюэлл       | граф Арман                 |
| Ник Чинланд        | Джейкоб Макгивенс          |
| Адриан Алонсо      | Хоакин де ла Вега          |
| Хулио Оскар Мечосо | Фра Фелипе                 |
| Майкл Эмерсон      | агент Харриган             |
| Шулер Хенсли       | агент Пайк                 |

## Съёмочная группа
- Режиссёр
  - Мартин Кэмпбелл (Martin Campbell)
- Авторы сценария
  - Роберто Орси (Roberto Orci)
  - Алекс Курцман (Alex Kurtzman)
  - Тэд Эллиот (Ted Elliott)
  - Терри Руссо (Terry Rossio)
- Продюсеры
  - Исполнительные продюсеры
    - Стивен Спилберг (Steven Spielberg)
    - Гарри Барбер (Garry Barber)
    - Роджер Бирнбаум (Roger Binbaum)

  - Продюсеры
    - Лори Макдональд (Laurie MacDonald)
    - Уолтер Паркс (Walter Parkes)
    - Ллойд Филипс (Lloyd Philips)

  - Сопродюсеры
    - Джон Герц (John Gertz)
    - Эми Лескоу (Amy Lescoe)
- Музыка
  - Джеймс Хорнер (James Horner)

## Критика
Фильм получил в основном отрицательные отзывы. Его рейтинг на сайте Rotten Tomatoes составляет 26 %, сайт Metacritic даёт ему оценку 47/100.

## Возможный сиквел-кроссовер
Популярный режиссёр Квентин Тарантино в 2019 году нанял сценариста Джеррода Кармайкла для создания сиквела-кроссовера с фильмом «Джанго освобождённый», основой которого может стать одноимённый комикс Django/Zorro. Тарантино и Джейми Фокс (исполнитель роли Джанго) выразили желание пригласить Антонио Бандераса вернуться к роли Зорро.